# Liomera crucifera
Liomera crucifera is een krabbensoort uit de familie van de Xanthidae. De wetenschappelijke naam van de soort is voor het eerst geldig gepubliceerd in 1960 door Serène & Nguyen.